# Adalbert von Goldschmidt (Komponist)

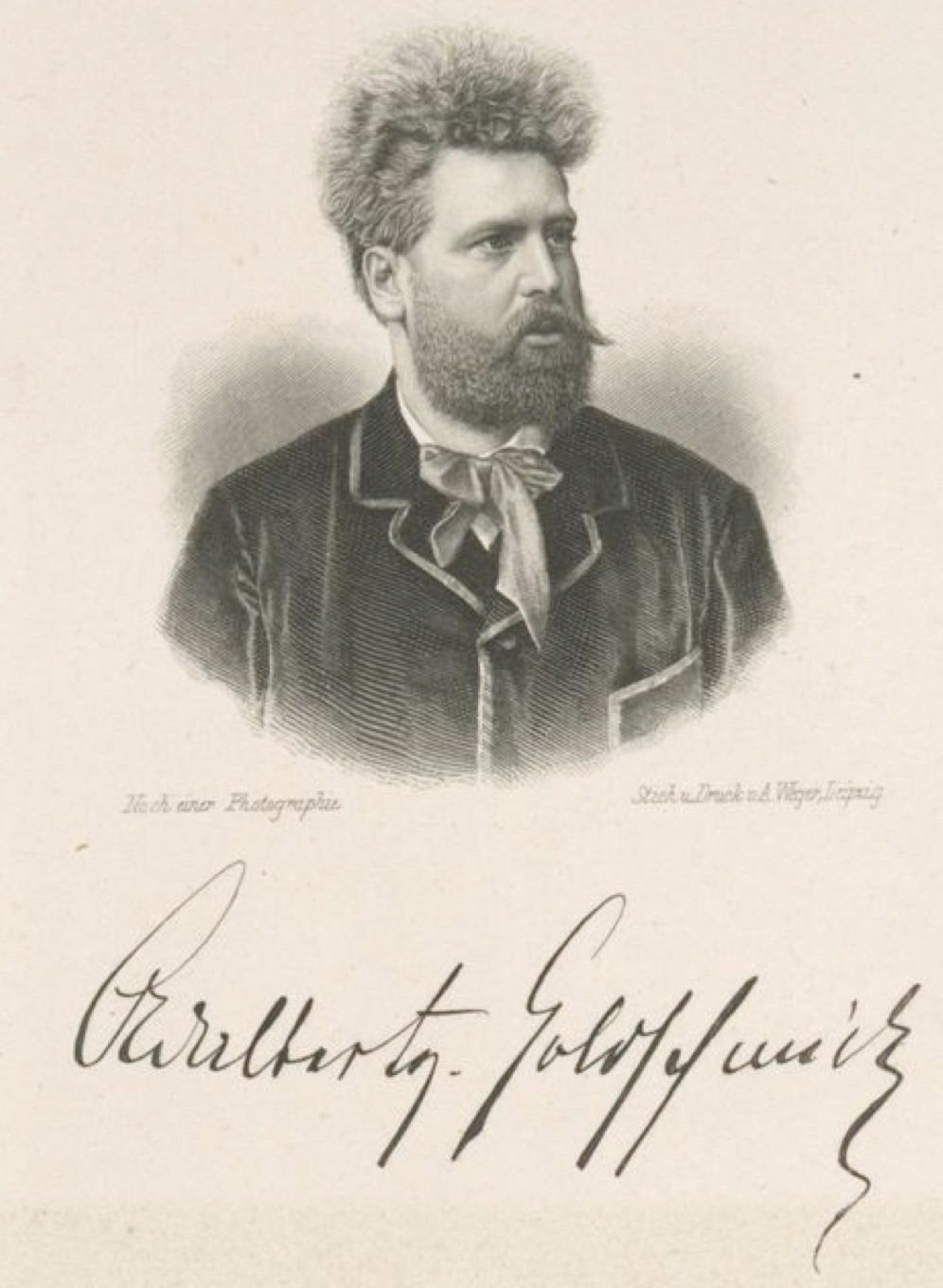
Adalbert von Goldschmidt

Jacob Adalbert Ritter von Goldschmidt (* 5. Mai 1848 in Wien; † 21. Dezember 1906 in Hacking bei Wien) war ein österreichischer Komponist, Dichter und Satiriker. Seine Werke erschienen auch anonym sowie unter den Künstlernamen und Pseudonymen „Berti Goldschmidt“, „Adalbert de Goldschmidt“ und „Vigoleit Meinstet“.

## Leben

### Herkunft und Ausbildung
Adalbert von Goldschmidt (auch „Berti“ genannt) war das sechste von sechs Kindern des Prokuraführers, preußischen Konsuls und Mitbegründers der Wiener Rothschild-Bank Moritz Ritter von Goldschmidt (1803–1888) und seiner Frau Nanette von Goldschmidt (geborene Landauer, 1803–1891). Als jüngster Sohn war er das einzige Kind, das nicht die Bankierslaufbahn einschlug, sondern Künstler wurde. Die Familie stammte ursprünglich aus Frankfurt am Main. Seit 1863 residierte sie in dem von ihr selbst in Auftrag gegebenen und von Josef Hlávka entworfenen Palais am Opernring Nr. 6, direkt neben der Hofoper.
Bereits als Kind war er Schüler der bei den Goldschmidts angestellten jüdischen Hauslehrer Salomon Hermann Mosenthal, Leopold Kompert und des Schopenhauer-Schülers Ludwig Ferdinand Neubürger. Kompositions- und Klavierunterricht erhielt er bei Friedrich Adolf Wolf, der viele Anwohner der Ringstraße musikalisch ausbildete und ihnen seine Kompositionen widmete. Seit etwa 1865 erhielt Goldschmidt zudem privaten Unterricht bei Joseph Hellmesberger.
Seine ersten Kompositionen (Messe in B-Dur, Spanische Rhapsodie für Orchester) wurden mit Erfolg in den Zöglingskonzerten des neu gegründeten Konservatoriums am Wiener Musikverein aufgeführt, obwohl Goldschmidt nie offiziell dessen Student war. Dort lernte er u. a. die Studenten Gustav Mahler und Hugo Wolf sowie den als Professor für Harmonielehre und Kontrapunkt tätigen Anton Bruckner kennen. Über Eduard von Liszt machte Goldschmidt um 1870 die Bekanntschaft mit Franz Liszt und wurde ab 1876 zu dessen Meisterschüler. Er gehörte zu den ersten Mitgliedern des neu gegründeten Wiener Wagner-Vereins, unterstützte Richard Wagner finanziell beim Bau des Bayreuther Festspielhauses und kämpfte dafür, dass die gesamte Schule der Zukunftsmusik im musikalisch traditionell konservativ gesinnten Wien mehr Anerkennung fand.

### Kompositorisches Werk
Zur Eröffnung des Künstlerhauses am Karlsplatz sah Goldschmidt Hans Makarts Gemälde Die sieben Todsünden (späterer Titel: Die Pest in Florenz) und fühlte sich dadurch zu einem Oratorium inspiriert. Er gab ein Libretto bei dem österreichischen Dichter Robert Hamerling in Auftrag. Das so entstandene Werk lieferte ein Porträt der Donau-Monarchie im Zeitalter des Spätliberalismus und macht in allegorischer Gestalt u. a. die Décadence-Mode, die Börsenspekulationen, das Aufkommen des industriellen Kapitalismus, die Arbeiteraufstände, den deutsch-französischen Krieg 1870/71 und die Pariser Kommune zum Thema. In seiner 1873 abgeschlossenen Vertonung übertrug Goldschmidt die Tonsprache Wagners zum ersten Mal in der Musikgeschichte auf das oratorische Fach und bediente sich der Orchesterbesetzung des Ring des Nibelungen und einer Leitmotiv-Technik. Zugleich versuchte Goldschmidt mit krassen Stilbrüchen über Wagner hinauszugehen und in einem modern anmutenden Collage-Verfahren Arbeiterchöre, Salonmusiken, impressionistische Klangeffekte und Operettenmelodien als Charakteristika einer neuen Programmmusik in der Tradition seines Lehrers Franz Liszt einzubeziehen. Der Musikwissenschaftler Arnold Schering nannte Goldschmidts Sieben Todsünden fünf Jahre nach seinem Tod ein „Monstrewerk“:

„Das Monstrewerk wird späteren Generationen als an einem drastischen Beispiel zeigen können, nach welchen Seiten hin Wagner’s unerhört neue Bildungen junge, fortschrittsdurstige Gemüter am meisten zu Nachbildungen anregte. Goldschmidt hat in diesem Punkte erst spät Nachfolger gefunden, doch keinen, der ihm an Unbefangenheit und Kühnheit gleichgekommen wäre.“

Die Uraufführung der Sieben Todsünden fand am 3. Mai 1876 in den Berliner Reichshallen statt und geriet zu einem großen Erfolg. Die Leipziger Zeitschrift Der Salon bezeichnete das Stück als ein Meisterwerk, „wahrhaft epochemachend“. Die Berliner Musikzeitung erkannte in der Partitur „die vollgültigsten Beweise einer sehr bedeutenden Schaffenskraft“. Weit über Berlin hinaus wurde das Werk des jungen Komponisten wahrgenommen. Teil- und Gesamtaufführungen in Wien, Weimar, Hannover, Königsberg, Freiburg, Paris und New York sollten folgen. Neben Franz Liszt, der das Oratorium für ein „bedeutsames Kunstwerk“ hielt, äußerten sich in den nächsten Jahren Camille Saint-Saëns und Hugo Wolf anerkennend:

„Das Werk, das ich heute zum erstenmale gehört, zermalmte mich buchstäblich, so groß war der Eindruck, so gewaltig die Composition.“

Weniger erfolgreich verlief die Wiener Erstaufführung im Dezember 1877, da der gegen die Zukunftsmusik eingestellte Musikkritiker Eduard Hanslick gegen das Werk heftig polemisiert. Dennoch wurde das Oratorium auch ins Französische übertragen und kam am 27. März 1885 im Pariser Théâtre du Chateau-d’Eau unter der Leitung von Charles Lamoureux zur Aufführung. Seit dieser Pariser Premiere ist das Stück nicht mehr aufgeführt worden. Im Mai 2020 hatte die Sing-Akademie zu Berlin eine Wiederaufführung geplant, die allerdings bedingt durch die Corona-Pandemie zunächst auf unbestimmte Zeit verschoben werden musste und schließlich am 29. November 2024 in einer aufwändigen Inszenierung (mit zusätzlichen Schauspielern, u. a. Sophie Rois als Fürst der Finsternis)  in der Berliner Volksbühne aufgeführt (Text & Regie: Christian Filips, Musikalische Leitung: Kai-Uwe Jirka).
Nach dem Erfolg der Sieben Todsünden heiratete Goldschmidt Paula Kunz, Tochter eines Schneidermeisters aus den Wiener Außenbezirken und Gesangsstudentin am Konservatorium bei Mathilde Marchesi. Die Hochzeit fand unter großer Anteilnahme der Öffentlichkeit im Wiener Rathaus statt, weil eine Ehe zwischen einem Juden aus der zweiten Gesellschaft und einer katholischen Frau aus dem Arbeiter-Vorstadtmilieu bis dahin noch etwas sehr Unübliches war. Das junge Ehepaar richtet am Opernring 6 einen viel besuchten Künstlersalon ein, in dem Paula Goldschmidt als Salondame brillierte und Lieder ihres gemeinsamen Freundes und künstlerischen Zöglings Hugo Wolf zur Uraufführung brachte, darunter die ihr gewidmeten Mausfallen-Sprüchlein.
Goldschmidt wurde 1878 Meisterschüler von Franz Liszt, der das Oratorium mit großer Begeisterung aufnahm und ein Phantasiestück für Pianoforte nach Goldschmidts Themen komponierte. Zwischen 1878 und 1883 arbeitete Goldschmidt an seiner Oper Helianthus, für die er – als „Dichterkomponist“ in der Wagner-Nachfolge – auch selbst das Libretto verfasste. Die im Zeitalter der Christianisierung Sachsens spielende Oper, die den Sachsenfürsten Wittekind zu einer Hauptfigur hat, macht vor dem Hintergrund des Berliner Antisemitismusstreits implizit die Frage der Taufe und der jüdischen Assimilation um 1880 zum Thema. Die Oper wird am 26. März 1884 am Leipziger Stadttheater unter der Leitung von Arthur Nikisch uraufgeführt. Franz Liszt bezeichnete sie als das bedeutendste Musikdrama nach Wagners Tod.
In seinem Sommerhaus am Grundlsee empfing Goldschmidt seit 1883 regelmäßig Gäste, darunter Franz und Joseph Schalk, die dort an den Klavierauszügen zu Anton Bruckners Symphonien arbeiten. Durch Goldschmidts Vermittlung geriet der Dirigent Arthur Nikisch in Kontakt mit den Bruckner-Symphonien und führte die siebte Symphonie beim Leipziger Musikfest auf. Das Konzert wurde zum Ereignis und sorgte dafür, dass Bruckners Werk sich dauerhaft im Kanon etablieren konnte.
1883–1885 war Goldschmidt regelmäßig in Paris zu Gast und bereitete die französische Aufführung der Todsünden vor. Dort geriet er in Kontakt mit Komponisten wie Jules Massenet, Edouard Lalo, Léo Delibes und – bei seinen nächtlichen Cabaret-Besuchen – mit Erik Satie. Kompositionen wie der französische, in Paris erschienene Zyklus Six Lieder, die Allegorie der Leere (aus: Gaea) und Miniaturen wie Zu spät belegen diese Nähe zur französischen Moderne.
Von 1884 bis 1889 arbeitete Goldschmidt an seinem Musikdrama Gaea, einem auf eine dreitägige Aufführung angelegten Mysterienspiel, das der Erdmutter und ihrem „Weltkeim“ gewidmet ist. Wiederum verfasste er sowohl den Text wie die Musik selbst. Figuren aus Goethes Faust II treffen hier auf Schopenhauers Willensphilosophie, auf die darwinistische Theoriebildung jener Zeit (Ernst Haeckels Theorie des Keims) und auf frühe Formen psychoanalytisch-ödipaler Lektüren antiker Mythen. Der Münchner Symbolist Franz von Stuck wurde mit dem Bühnen- und Kostümbild beauftragt. Auch eine erste portable Drehbühne sollte eigens für die Aufführung entstehen, die sich als Gegenmodell zu den Bayreuther Festspielen verstand. Trotz zahlreicher prominenter Fürsprecher (darunter Émile Zola, Johann Strauss, Marcel Schwob und Maurice Maeterlinck) und einer eigens für die Realisierung des Gesamtkunstwerks von Hermann Bahr ins Leben gerufenen Gäa-Gesellschaft (mit Komitees in Paris, Berlin und Wien) ist es bis heute nicht zu einer Aufführung gekommen. Eine für 1898 geplante Uraufführung an der Hamburgischen Staatsoper wurde wenige Wochen vor der Premiere aufgrund des Todes des Operndirektors Baruch Pollini abgesagt, die Bühnengemälde von Franz von Stuck wurden versteigert (und sind bis heute verschollen). Gustav Mahler lehnte eine Aufführung an der Wiener Oper ab, auch wenn Alma Mahler-Werfel von Goldschmidt sagte, er sei „ein verbummeltes, aber starkes Talent“ gewesen.
Enttäuscht vom Scheitern seiner großen musikdramatischen Pläne wandte sich Goldschmidt verstärkt dem Lied zu, komponierte zahlreiche Stücke nach Texten von Helene Friedländer, Eduard Mörike, Goethe, Lenau, Storm, Platen, Geibel, Uhland, Rückert aber auch französische Chansons nach Gedichten von Victor Hugo, Paul Verlaine und ungarische Gedichte von Sándor Petöfi. Die meisten dieser Lieder kamen in dem von seiner Frau, der Sängerin Paula Goldschmidt geleiteten Salon am Opernring zur Uraufführung. Immer wieder waren dort prominente Gäste wie Franz Liszt, Anton Bruckner, Johann Strauß (Sohn), Hugo Wolf zu Gast. 1893 unternahm Goldschmidt als Begleiter seiner eigenen Lieder eine Europa-Tournee, die zu einem seiner größten Erfolge wird:

„Hat jemals ein Musiker energischer und erfolgreicher einen Läuterungsprocess durchgemacht, als Adalbert von Goldschmidt? […] Heute, wo er als Liedersänger durch die deutschen Concertsäle geht, beweist er sich als einer der Abgeklärtesten, als der zur vollen Reife gelangten jüngeren Talente Einer.“

Zu Goldschmidts Spätwerk gehört die 1896 komponierte komische Oper Die fromme Helene, eine Buschiade auf die Meistersinger, nach einem Libretto von Fanny Gröger. Das an der Hamburgischen Staatsoper uraufgeführte Werk ist eine Parodie auf Wagners Meistersinger ebenso wie auf Wilhelm Buschs Versepos und führte bei der Uraufführung zu einem Skandal. Das anonym aufgeführte Stück wurde nach seiner gescheiterten Premiere sofort vom Spielplan genommen:

„Angeregt durch die Fastnachtslaune der Orchestrierung, die, im alten musikalischen Codex übermütig das Oberste zu unterst kehrend, so gerne die Trommeln und Pfeifen in die Adagios hineinlärmen lässt, verlegte sich auch das empörte Publikum aufs Trommeln und Pfeifen.“

Vermutlich durch die Vermittlung des Berliner Kabarettisten Ernst von Wolzogen begann sich der junge Arnold Schönberg für das Werk zu interessieren und erarbeitete für das Berliner Überbrettl eine Kammerfassung der Oper, die für das Jahr 1901 geplant war, aber vermutlich nie zur Aufführung kam. Die Arbeit an dieser Fassung ist im fragmentarisch erhaltenen Briefwechsel zwischen Schönberg und Goldschmidt nachweisbar. In der Ästhetik des jungen Schönberg und der mit ihm befreundeten Sezessionisten fand Goldschmidt sich wieder und ermunterte den jungen Freund in einem Brief, sein Erbe anzutreten:

„Lieber Schönberg! […] ich bin Ihnen von ganzem Herzen gut. […] Bleiben Sie nur in Berlin u. hören Sie den wohlgemeinten Rath eines Ihnen Ergebenen. Harren Sie aus, Sie werden von dort aus Ihren Weg machen, u. wenn Sie auch noch manche Pfützen zu überspringen haben, das macht nichts. Ich glaube Sie sind ein guter Turner. Springen Sie nur kühn hinüber. Sie werden sicherlich gut landen. Mir geht es schlecht, ich bin ein Vergessener, ein schon Verstorbener, an meine Auferstehung glaube ich wahrlich nicht mehr, im übrigen pfeife ich drauf. Ich arbeite viel, angestrengt, fast fieberisch, aber nur weil ich das aufgeschrieben haben will, was mich erfüllt. Habe keinen anderen Werth. Sie sind energisch u. jung also Glück auf den Weg. Sie werden Ihr Ziel erreichen. Ihr aufrichtiger Adalbert v. Goldschmidt.“

In seinen letzten Lebensjahren arbeitete Goldschmidt an einem Zyklus mit Schwarzen Märchen nach Texten der Brüder Grimm, nach Hans Christian Andersen und Fanny Gröger. In diesen experimentellen, prosa-nahen Sprachdeklamationen näherte er sich erstmals Schönbergs eigener Fortschreibung der Wagnerschen Prosodie und Sprachbehandlung in den Brettl-Liedern und im Pierrot Lunaire an. In der Konzertreihe der aus der Wiener Secession hervorgegangenen und von Schönberg und Oskar C. Posa gegründeten Tonkünstler-Vereinigung stand am 20. Januar 1905 Goldschmidts Vertonung von Das Totenhemdchen nach den Brüdern Grimm auf dem Programm. Danach fiel sein Werk vollkommen in Vergessenheit und ist bis heute nicht wiederentdeckt worden. 2020 erschien im Urs Engeler Verlag mit der Studie Adalbert von Goldschmidt – Ein Dichterkomponist im Wiener Fin de Siècle zum ersten Mal eine Untersuchung und Darstellung seines Werks, verfasst von Christian Filips.

### Literarisches Werk
Nachdem Goldschmidt 1893 Freundschaft mit Hermann Bahr schloss, verkehrte er zunehmend in literarischen Kreisen und wurde Stammgast im Café Griensteidl, wo er Karl Kraus, Arthur Schnitzler, Hugo von Hofmannsthal und Peter Altenberg kennenlernte. Als literarische Figur und als gern gesehener Mäzen tauchte er in den Schriften dieser zentralen Vertreter der Wiener Moderne immer wieder auf. Hermann Bahr hielt Goldschmidt gar – auch aufgrund seiner literarischen Arbeit – für einen „Propheten der Moderne“ und widmete ihm in seinen Studien zur Kritik der Moderne ein eigenes Kapitel, das sich vor allem dem Libretto zur Gäa widmet, in der Bahr den Naturalismus ebenso wie den (gerade erst zur Mode gewordenen) Symbolismus überwunden sah. Der Satiriker Karl Kraus merkte spöttisch an, damit sei das Zeitalter des „Goldschmidtismus“ angebrochen:

„Bahr rührt jetzt also nicht nur für den Komponisten, nein, auch für den Dichter Goldschmidt die Reklametrommel, und jene allerneueste ‚Sensation‘ ist der Goldschmidtismus!“

Das dichterische Werk Goldschmidts ist bislang noch weitgehend unerforscht. Eine Autorschaft lässt sich sicher nachweisen für die anonym publizierte Satire Hanusch. Eine Reise-Vivisection (1887), eine Parodie auf das affektierte Künstlertum des Dirigenten Hans von Bülow, in der Goldschmidt den Typus des „Unsterblichkeitsclowns“ als Bezeichnung für ein sich selbst inszenierendes Künstlertum erfand. Nachweislich von Goldschmidt stammt auch das Boulevard-Theaterstück Arsena Daginoff, das 1893 im Grazer Theater am Franzensplatz zur Uraufführung kam und mehrere Aufführungen in Prag, Brünn und Leitmeritz erlebte. Im Zentrum der Handlung steht eine Bande russischer Nihilisten, die in die Comédie-Française eindringen und dort einen Attentat auf den Fürsten Golgorucki verüben.
Goldschmidts Gäa findet sich wieder in den Tagebüchern von Arthur Schnitzler und Hugo von Hofmannsthal:

„Der Abend bei Goldschmidt. la vie entrevue! […] Die kleinen hübschen Lieder und das Prometheische.“

Als Figur des öffentlichen Lebens wurde Goldschmidt immer wieder Gegenstand literarischer Fiktionen: In Daniel Spitzers Novelle Verliebte Wagnerianer taucht er auf als Komponist „Max Goldschein“, in Ernst von Wolzogens Roman Der Kraft-Mayer figuriert er als der Tonkünstler „Peter Gais“, der eine Tetralogie Der Mensch verfasst haben soll. Auch in Arthur Schnitzlers Novelle Später Ruhm könnte Goldschmidt ein Vorbild für die fiktive Figur des Eduard Saxberger gewesen sein. Zu untersuchen wäre, ob Goldschmidt nicht auch Vinzenz Chiavacci zu seiner in Wien volkstümlich gewordenen Figur des „Herrn Ritter von Adabei“ (= Adalbert Ritter von Goldschmidt?) inspiriert hat.

### Krankheit, Tod, Vergessen
Seit der politische Antisemitismus in Wien mit der Wahl Karl Luegers zum Bürgermeister gesellschaftsfähig wurde, nahm Goldschmidts Präsenz im kulturellen Leben Wiens zunehmend ab. Die Brüder nahmen von ihm Abstand, das väterliche Erbe investierte er großzügig als Förderer vieler Künstlerinnen und Künstler. Als er einen beträchtlichen Teil seines Vermögens bei Börsengeschäften verlor, strengte er eine Klage gegen die Börsenberater und gegen die Anglo-Österreichische Bank an. Voller Häme kommentierte die Wiener Presse diesen Schildbürgerstreich des verarmten Angehörigen der Rothschild-Dynastie, während Karl Kraus versuchte, den öffentlich Bloßgestellten zu verteidigen. Die Pressekampagne bezeichnete er als „pöbelhaften Eingriff in das Privatleben“.
Mit dem Verlust seines Vermögens ging auch gesellschaftliche Isolation einher. Gemeinsam mit seiner Frau Paula verließ er das elterliche Palais und zog in eine Wohnung in der Wohllebengasse 17. Am 29. Januar 1904 reichte er beim Bezirksamt Wien seinen Austritt aus der israelitischen Cultusgemeinde ein und ließ sich im Stift Klosterneuburg durch den Künstlerpater Wolfgang Pauker taufen. 
Im August 1906 erlitt Goldschmidt einen Schlaganfall, der sich zu einer Nervenkrise ausweitete. Am 15. September 1906 vermeldete das Wiener Salonblatt, der Komponist sei in dem ein Jahr zuvor «für Interne und Nervenkranke» neu eröffneten Institut «Sanatorium und Wasserheilanstalt Bellevue» in Wien-Hacking «zum Kurgebrauche» eingetroffen. Die Behandlung durch Alexander Hollaender dauerte nur vier Monate. Goldschmidt wurde als unheilbarer Fall eingestuft und starb drei Tage vor Weihnachten, gemäß Beschauzettel an einer «Gehirnblutung bei chronischer Nervenentzündung». Das katholische Sterbebuch verzeichnete die Adresse der Klinik (Raschgasse 6) als Sterbeort. Bei seiner Beisetzung waren der Überlieferung nach nur seine Frau, der Musikhistoriker Heinrich Schenker und Karl Kraus anwesend.
Sein Grab befindet sich in der israelitischen Abteilung auf dem Döblinger Friedhof in der Familiengruft der Goldschmidts.
Nach Goldschmidts Tod wurde das Werk des als „jüdischer Wagnerianer“ geltenden Dichterkomponisten rasch vergessen. Am 1. September 1935 ließ Joseph Goebbels in den Ministerien und NS-Kulturinstitutionen, bei sämtlichen Theater- und Rundfunkintendanten und allen staatlichen Musikeinrichtungen ein Verzeichnis der Komponisten verbreiten, deren Werke „ab sofort nicht mehr in Spielfolgen deutscher Rundfunksender oder Theaterinstitute aufzunehmen sind“. Zu den Verbotenen gehören neben Alban Berg, Hanns Eisler, Erwin Schulhoff und Kurt Weill als ältester unter allen Genannten auch Adalbert von Goldschmidt, der bis heute nicht offiziell rehabilitiert und einer Neubewertung unterzogen wurde.

## Werke (Auswahl)

### Bühnenwerke
- Die sieben Todsünden, Oratorium, 1870–1873, Libretto: Robert Hamerling, Uraufführung: 1876 in Berlin
- Helianthus. Musikdrama, 1878–1883, Uraufführung: 1884 in Leipzig
- Die fromme Helene. Eine Buschiade auf die Meistersinger, 1886, Uraufführung: 1897 in Hamburg, ausgepfiffen
- Gaea, Musikdrama (dreitägig), 1883–1889, geplante Uraufführung: 1898 in Hamburg, abgesagt

### Vokalwerke
Lieder
- Schwarze Märchen (1893–1906), nach den Gebrüdern Grimm, H.C. Andersen, Fanny Gröger, Upanishaden: Das Totenhemdchen,[16] Das Märchen von der Unke, Das Märchen vom Machandelbaum, Es ist ganz gewiss, Der Mittagszauber, Satyakama
- Zyklus Six Lieder und französische Chansons von Paul Verlaine, Victor Hugo u. a.
- Gedichte von Eduard Mörike (1885–1890): Laß, o Welt, o laß mich sein!; Früh, wann die Hähne krähn; Denk’ es, o Seele; An eine Aeolsharfe, Jung-Volkers Lied, Jesukind, Gebet, Erinnerungen
- Gedichte von Johann Wolfgang von Goethe (1888/1889): Gefunden, Gleich und gleich, Mignon, Der Recensent, Aussöhnung, Selbstbetrug, Der Sommertag, Verschieden, Vorabend, Problem, Dem aufgehenden Vollmond, Wanderers Nachtlied
- Gedichte von Sandor Petöfi (1885)
- Zahlreiche weitere Vertonungen, Jugendlieder, zu Lebzeiten unveröffentlichte Lieder auf Texte von Byron, Heine, Fallersleben, Lenau, Rückert, Storm, Platen u. a.

### Orchesterwerke
- Symphonische Dichtung für Orchester, nach Lenaus Faust (1880)
- Spanische Rhapsodie
- Idylle für Streichorchester